# Алі Горбані
Алі́ Горбані́ (перс. علی قربانی, нар. 18 вересня 1990, Савадкух) — іранський футболіст, нападник словацького «Спартака» (Трнава).

## Ігрова кар'єра
У дорослому футболі дебютував 2010 року виступами за команду «Нассаджі Мазандаран», в якій провів один сезон, взявши участь у 18 матчах чемпіонату. Згодом провів ще по одному сезону за «Гахар Загрос» і «Падіде».
2013 року уклав контракт з клубом «Нафт Тегеран», у складі якого провів наступні три роки своєї кар'єри гравця.  Граючи у складі «Нафт Тегерана» також здебільшого виходив на поле в основному складі команди.
З 2016 року два сезони захищав кольори команди клубу «Естеглал». Тренерським штабом нового клубу також розглядався як гравець «основи».
3 вересня 2018 року уклав дворічну угоду зі словацьким «Спартаком» (Трнава).